# Gymnoascus longitrichus
Gymnoascus longitrichus är en svampart som beskrevs av G.F. Orr & Kuehn 1963. Gymnoascus longitrichus ingår i släktet Gymnoascus och familjen Gymnoascaceae.   Inga underarter finns listade i Catalogue of Life.